# Broszura

Schematy falcowania broszur.

Broszura (franc. brochure od broche – brosza, z wł. brocca dzban) – wydawnictwo zwarte, wyrób poligraficzny o małej objętości, maksymalnie 3 arkusze drukarskie (do 48 stron, dawniej od 4 do 64 stron) o treści informacyjnej, biznesowej lub propagandowej, adresowany do szerokiej publiczności. Jest to rodzaj druku łączonego. 
W terminologii księgarskiej i bibliotekarskiej to publikacja licząca od 4 do 48 stron. Druk poniżej 4 stron jest ulotką.